# Кольцово (Амурская область)
Кольцово — упразднённый посёлок в Шимановском районе Амурской области России. Исключен из учётных данных в 1984 году.

## География
Посёлок располагался на левом берегу реки Амур, на расстоянии примерно 15 километров (по прямой) к юго-западу от села Нововоскресеновка.

## История
Выселок Кольцовский основан в 1859 году. Название происходит от фамилии сподвижника Ермака атамана Ивана Кольцо. В 1870 году имелось 22 двора и 105 жителей обоего пола. После наводнения 1872 года выселок был заброщен. В 1890-е годы в него вернулось 7 семей.
По данным 1926 года в Кольцово имелось 75 хозяйств (59 крестьянского типа и 16 прочих) и проживало 345 человек (169 мужчин и 176 женщин). В национальном составе населения преобладали русские. В административном отношении являлось центром Кольцовского сельсовета Амуро-Зейского района Амурского округа Дальневосточного края.
Решением Амурского исполкома от 29 августа 1984 года № 380, посёлок Кольцово исключен из учётных данных как несуществующее.